# Limnophila nox
Limnophila nox är en tvåvingeart som beskrevs av Alexander 1921. Limnophila nox ingår i släktet Limnophila och familjen småharkrankar. Inga underarter finns listade i Catalogue of Life.